# Slaviša Dvorančič
Slaviša Dvorančič, slovenski nogometaš, * 22. januar 1979, Brežice.

## Življenjepis
Dvorančič je nekdanji nogometni napadalec iz Velikega Podloga, ki od 1.julija 2024 vodi Krko U17 v prvi kadetski ligi.  Doslej je odigral 134 prvoligaških tekem in dal 41 golov za štiri klube. Pred tem je igral še v slovenskih nižjih ligah za Steklar, NK Livar iz Ivančne Gorice ter nazadnje v sezoni 2011/12 za  NK Krka  iz Novega mesta. Je najbolši strelec Krškega vseh časov in eden najboljših strelcev slovenske druge lige v vsej njeni zgodovini. S partnerico sta 9. aprila 2023 dobila sina z imenom Mark.

## Klubska kariera
| Sezona    | Klub             | Država    | Liga | Nastopov | Golov |
| --------- | ---------------- | --------- | ---- | -------- | ----- |
| 1986-2003 | Krško            | Slovenija | II   | 97       | 32    |
| 2003-2006 | Domžale          | Slovenija | I    | 48       | 20    |
| 2006-2007 | NK Bela Krajina  | Slovenija | I    | 12       | 6     |
| 2007-2010 | NK Celje         | Slovenija | I    | 49       | 14    |
| 2010-2011 | NK Nafta Lendava | Slovenija | I    | 25       | 1     |
| 2011-2012 | Krka Novo mesto  | Slovenija | II   | 8        | 1     |
| 2012-2015 | Krško            | Slovenija | II   | 72       | 30    |
| 2016-     | Brežice 1919     | Slovenija | III  | 0        | 0     |